# 장수말벌집대모꽃등에
장수말벌집대모꽃등에(Volucella suzukii 볼루켈라 스즈키[*])는 꽃등에과 대모꽃등에속에 속하는 등에의 한 종이다. 일본과 한국에 서식한다. 애벌레일 때 장수말벌 둥지에 기생한다.